# Lepek
Lepek, jinak také gluten, je všeobecný název pro skupinu složitých glykoproteinů (prolaminů), které se vyskytují ve většině rostlin z čeledi lipnicovité (Poaceae), jako například pšenice, ječmen, žito a mnohé další obilniny.

## Typy a vlastnosti
V případě pšenice se jedná o směs dvou prolaminů, gliadinu a gluteninu. U dalších obilnin se název odvozuje od jejich latinského rodového jména, v případě ječmene (Hordeum spp.) se tyto glutenové prolaminy nazývají hordeiny, žitné (Secale spp.) prolaminy se nazývají secaliny, ovesné (Avena spp.) aveniny atd. Všechny tyto glykoproteiny se nacházejí společně se škrobem v endospermu semen obilnin, především pšenice, žita a ječmene. V případě pšenice představuje dokonce až 80 % z bílkovinového obsahu. Pšeničný alfa-gliadin a pravděpodobně i jiné prolaminy způsobují aktivaci procesu, kdy lidské tělo produkuje látku zvanou zonulin v tenkém střevě. Tato látka uvolňuje vazby mezi epiteliálními buňkami tenkého střeva a způsobuje jeho propustnost pro velké bloky nedostatečně strávených bílkovin (peptidy), které když proniknou do krevního systému způsobují přetížení imunitního systému a autoimunitní útočení na vlastní orgány s podobnými peptidy na jejich buněčném povrchu.

## Součást stravy
Jde o důležitou součást tradiční evropské kuchyně, kvalitou a množstvím lepku (obvykle je udáváno, že čím více lepku a méně škrobu, tím lepší mouka) je dána kvalita pšeničné mouky a kvalita těsta z ní vytvořeného. Dobrý lepek dává těstu pružnost a gumovost, která se projeví i na výsledném pečivu. Tato vlastnost je zásadní pro výrobu různých pekárenských výrobků, včetně chleba, koláčů a pizzy. Glutenin zodpovídá za pevnost a elasticitu těsta, zatímco gliadin přispívá k viskozitě a roztažnosti. Množství lepku v mouce se udává v procentech, kvalita lepku je udávána pomocí bezrozměrné veličiny gluten index. Měření lepku je dáno odbornou normou ČSN 461011-9 (461011) Amatérsky se nejčastěji lepek v mouce měří testem, kdy se mouka smíchá s vodou, udělá se váleček a tento se natahuje, dokud nepraskne. Váleček z lepší mouky s vyšším obsahem lepku se podaří natáhnout více.
Dobrovolné zřeknutí se potraviny s obsahem lepku může zvyšovat riziko vzniku cukrovky. Rozsáhlá americká studie zjistila, že ženy s nejvyšším obsahem lepku v potravě měly o 13 % nižší riziko vzniku diabetu 2. typu než ženy s nejnižším příjmem lepku.[chybí lepší zdroj]

## Nesnášenlivost lepku
U nevelké části populace se projevuje nesnášenlivost lepku, tzv. celiakie. Lepek je také jedním z potenciálních alergenů. V případě celiakie a mnohdy také u osob alergických na lepek je třeba dodržovat bezlepkovou dietu. Jisté studie naznačují, že může být dobré lepek kojencům neodpírat. Ovšem ukazuje se korelace mezi celiakií a výší příjmu lepku u dětí. Za symptomy obtíží však nemusí být lepek, nýbrž fruktan.

### Diagnóza a řízení celiakie a přecitlivělosti na lepek
Diagnóza a správné řízení celiakie nebo přecitlivělosti na lepek jsou klíčové pro zajištění kvality života postiženého jedince. Zde je podrobnější pohled na procesy diagnózy a řízení těchto stavů.

#### Diagnóza celiakie
Celiakie je autoimunitní onemocnění, které je možné spolehlivě diagnostikovat pouze kombinací několika metod:
1. Krevní testy: Prvním krokem bývají sérologické testy, které hledají protilátky typické pro celiakii. Nejběžnějšími jsou testy na anti-tTG (anti-tissue transglutaminase) a EMA (endomysial antibodies). Vyšší hladiny těchto protilátek mohou naznačovat autoimunitní reakci vzniklou v důsledku konzumace lepku.
2. Biopsie tenkého střeva: Když krevní testy naznačí možnou přítomnost celiakie, obvykle následuje endoskopická biopsie. Během tohoto postupu lékař vezme malé vzorky tkáně z tenkého střeva, které jsou pak mikroskopicky vyšetřeny na poškození způsobené imunitní reakcí. Charakteristické poškození zahrnuje zploštění klků, což jsou výběžky střevní stěny, které pomáhají v absorpci živin.